# Castell de Cinc Claus
Castell de Cinc Claus és un castell del municipi de l'Escala declarat bé cultural d'interès nacional.

## Descripció
Situat al nord-oest de la població de l'Escala i a uns dos quilòmetres d'Empúries, al veïnat de Cinc Claus. S'hi accedeix pel camí de Cinc Claus a Empúries, força proper a la GI-623.
Es tracta de les restes de l'antic castell de Cinc Claus formades per un portal i una torre de l'antiga muralla. El portal donava accés a l'interior del recinte des del sud, i actualment es troba adossat a les façanes de llevant i ponent dels masos Concas i Bassedes. És d'arc de mig punt bastit amb grans dovelles i carreus ben escairats als brancals. Per la cara interior, l'arc és de mides més grans, rebaixat i bastit amb dovelles més petites. Conserva un fragment del parament superior del mur, bastit amb pedres de mida gran desbastades i disposades formant filades regulars. A poca distància del portal per la part interior hi ha les restes d'un arc lleument apuntat també adossat als masos. Es conserven alguns encaixos de la porta i els forats de tancament de la balda.
La torre està situada al sector est del veïnat, a poca distància del portal i integrada actualment al mas Piferrer o del castell. És de planta quadrada, distribuïda en tres pisos i amb la coberta a dues aigües de teula, restituïda en el moment d'integrar-se al mas. La façana de llevant presenta espitlleres a la planta baixa i, al pis, una finestra coronella gòtica formada per dos arcs apuntats, amb columneta i capitell decorat i cornisament a la part superior. L'obertura es repeteix a la façana nord. A l'interior, la planta baixa presenta volta de pedruscall. El parament és de carreuons perfectament escairats, disposats en filades regulars i amb les cantoneres ben delimitades. L'element ha experimentat diverses modificacions al llarg del temps.

## Història
El primer esment de Cinclaus es documenta l'any 958 amb el text de Centum Claves a les proves de jurisdicció, domini i successió en què el comte Gausfred reconeix aquest lloc com una de les nombroses propietats del latifundista Riculf. L'origen etimològic de centum deriva de la centuriarització o parcel·lació del camp d'Empúries. Posteriorment, l'any 1402 apareix amb la forma Sinch Claus en un registre dels pobles del comtat d'Empúries incorporats a la Corona pel rei Martí l'Humà. El 1633, en un document de l'arxiu municipal de l'Escala, es registra com Quinque Clavibus.
Respecte al castell, aquest es bastí al segle xiv sobre les restes d'una antiga vil·la romana, i havia estat possessió de la família Pau. Posteriorment, vers el segle xvi, passà a domini dels Margarit fruit de la unió de Pere de Margarit i Jerònima des Gallart, senyora dels castells de Sant Feliu de la Garriga, Empúries, Pelacalç, Cinclaus i d'altres de la rodalia. L'any 1640, el castell va ser saquejat i cremat per les tropes de Felip IV de Castella a la Guerra dels Segadors (o de Secessió) com tots els llocs que posseïa Josep Margarit i de Biure, cap de les milícies de la Generalitat i figura molt important de la resistència catalana.
Posteriorment, al segle xvii, a banda i banda del portal, es bastiren els masos Concas i Bassedes, i al mateix període, la torre defensiva queda integrada a la construcció del mas Piferrer.